# Emanuele Bosi
Emanuele Bosi (Roma, 15 aprile 1985) è un attore italiano.

## Biografia
Giovanissimo inizia a recitare a Roma, sua città natale, nelle compagnie teatrali. Conseguita la maturità, studia recitazione con Beatrice Bracco e Michael Margotta.
Dopo aver recitato vari anni in teatro, nel 2007 appare per la prima volta in televisione come coprotagonista, nel ruolo di Renato Musso, nel serial televisivo della Rai Incantesimo. Nello stesso anno è coprotagonista di alcune fiction televisive, tra cui Questa è la mia terra - Vent'anni dopo (2008), regia di Raffaele Mertes, in cui ha il ruolo di Pietro De Santis, figlio dei protagonisti che hanno il volto di Kasia Smutniak e Roberto Farnesi, invecchiati per l'occasione.
Alla fine del 2007 gira il suo primo film per il grande schermo, La casa sulle nuvole, diretto da Claudio Giovannesi, nelle sale nel 2009, in cui è protagonista, nel ruolo di Lorenzo Raggi, insieme ad Adriano Giannini.
Il 19 ottobre 2008 ritorna su Rai Uno con il film TV, ambientato in Thailandia, Ovunque tu sia, per la regia di Ambrogio Lo Giudice, in cui ha il ruolo di Marco. Successivamente appare su Sky Cinema nella serie TV Romanzo criminale - La serie, diretta da Stefano Sollima, in cui interpreta un piccolo ruolo.
Nel 2009, è protagonista del film Questo piccolo grande amore, regia di Riccardo Donna, ispirato all'omonimo concept album di Claudio Baglioni del 1972.
Nel 2010 è ancora sul grande schermo con i film La vita è una cosa meravigliosa, diretto da Carlo Vanzina, e Una canzone per te di Herbert Simone Paragnani, in cui è protagonista insieme a Michela Quattrociocche e Agnese Claisse. Nello stesso anno gira il videoclip della canzone L'applauso del cielo del gruppo italiano dei Lost che fa parte della colonna sonora del film Una canzone per te.
Nel 2011 è uno dei protagonisti della fiction televisiva Non smettere di sognare, in onda su Canale 5, interpretando il ruolo del cantante Simone Belfiglio. Nello stesso anno Umberto Marino lo sceglie per interpretare Dino, un ragazzo diversamente abile, nella miniserie TV Sposami, in onda nel 2012 su Rai Uno.
Successivamente gira quattro fiction, sempre su Rai Uno: Rosso San Valentino di Fabrizio Costa, Trilussa - Storia d'amore e di poesia di Lodovico Gasparini, Il restauratore 2 di Enrico Oldoini, e Gli anni spezzati - Il commissario di Graziano Diana.
Nel 2014 lavora in un'altra miniserie di Rai Uno, Madre, aiutami, con Virna Lisi, diretta dal regista Gianni Lepre. All'inizio del 2016 gira il film per il cinema Fuori c'è un mondo, diretto da Giovanni Galletta e recita nella serie Il bello delle donne... alcuni anni dopo, per Canale 5.

## Filmografia

### Cinema
- Questo piccolo grande amore, regia di Riccardo Donna (2009)
- La casa sulle nuvole, regia di Claudio Giovannesi (2009)
- La vita è una cosa meravigliosa, regia di Carlo Vanzina (2010)
- Una canzone per te, regia di Herbert Simone Paragnani (2010)
- Matrimonio a Parigi, regia di Claudio Risi (2011)
- Fuori c'è un mondo, regia di Giovanni Galletta (2017)
- Morrison, regia di Federico Zampaglione (2021)
- Chi ha incastrato Babbo Natale?, regia di Alessandro Siani (2021)

### Televisione
- Incantesimo 9 – soap opera (2007)
- Un dottore quasi perfetto, regia di Raffaele Mertes – film TV (2007)
- Questa è la mia terra - Vent'anni dopo – serie TV (2008)
- Distretto di Polizia – serie TV, episodio 8x02 (2008)
- Ovunque tu sia, regia di Ambrogio Lo Giudice – film TV (2008)
- Romanzo criminale - La serie – serie TV, episodi 8 e 11 (2008-2009)
- Codice Aurora, regia di Paolo Bianchini – miniserie TV (2008)
- Non smettere di sognare, regia di Roberto Burchielli – serie TV (2011)
- Sposami, regia di Umberto Marino – miniserie TV (2012)
- Rosso San Valentino, regia di Fabrizio Costa – miniserie TV (2012)
- Trilussa - Storia d'amore e di poesia, regia di Lodovico Gasparini – miniserie TV (2012)
- Il restauratore – serie TV, episodio 2x01 (2014)
- Gli anni spezzati - Il commissario, regia di Graziano Diana – miniserie TV (2014)
- Madre, aiutami, regia di Gianni Lepre – miniserie TV (2014)
- Il bello delle donne... alcuni anni dopo – serie TV (2017)
- Che Dio ci aiuti – serie TV, episodio 5x10 (2019)

## Teatro
- San Francesco d'Assisi, regia di A. Rossi (2002)
- Caino e Abele, regia di L. Restuccia (2003)
- Inseguendo Evita Peron, regia di P. Scotto di Tella (2004)
- Grease, regia di L. Restuccia (2004)
- Uguali ma diversi, regia di G. Seno (2004)
- Sogno di una notte di mezza estate, regia di C. Jankowski (2005)
- Romeo e Giulietta, regia di G. Seno (2005)

## Videoclip
- L'applauso del cielo dei Lost (2010)

## Riconoscimenti
- Festival La Primavera del Cinema Italiano
  - 2009 – Premio Agis Scuola Nazionale

- Giffoni Film Festival
  - 2009 – Young Talent Award